# كلية الزراعة (جامعة سوهاج)
كلية الزراعة جامعة سوهاج هي كلية حكومية مصرية تأسست سنة 1996، وبدأت الدراسة بها في العام الجامعي 1996/1997.

## مبني الكلية
مبنى كلية الزراعة في حرم الجامعة الجديدة بمدينة سوهاج الجديدة على مساحة 6400م2 مكون من قبو، دور أرضى، 4 أدوار إلى جانب عدد من الفصول الدراسية ومدرج، وغرف إدارية بتكلفة 69 مليون جنيه.

## أقسام الكلية
تضم الكلية أقسام:
- قسم الميكروبيولوجي
- قسم المحاصيل
- قسم وقاية النبات
- قسم الأراضي والمياه
- قسم الإرشاد الزراعي والمجتمع الريفي
- قسم الوراثة
- قسم الاقتصاد الزراعي
- قسم البساتين
- قسم علوم الألبان
- قسم أمراض النبات
- قسم إنتاج الدواجن
- قسم الإنتاج الحيواني
- قسم علوم الأغذية
- برنامج الإحصاء الحيوي الزراعي وتحليل البيانات (برنامج خاص بمصروفات باللغة الإنجليزية)